# Fromberghorn
Fromberghorn är en bergstopp i Schweiz.   Den ligger i distriktet Frutigen-Niedersimmental och kantonen Bern, i den centrala delen av landet, 40 km söder om huvudstaden Bern. Toppen på Fromberghorn är 2 394 meter över havet, eller 298 meter över den omgivande terrängen. Bredden vid basen är 6,4 km.
Terrängen runt Fromberghorn är huvudsakligen bergig, men norrut är den kuperad. Runt Fromberghorn är det ganska tätbefolkat, med 72 invånare per kvadratkilometer.. Närmaste större samhälle är Thun, 13,2 km norr om Fromberghorn. 
I omgivningarna runt Fromberghorn växer i huvudsak blandskog.